# Витте, Иван Германович
Иван Германович Витте (1854 — 25 января 1905, Харьков) — врач-хирург Серпуховской земской больницы, один из организаторов общественной медицины в 1885-1900 годах. Знакомый А.П.Чехова.

## Биография
Родился в 1854 году. Учился в Медицинско-хирургической академии.
В 1876 году привлекался к дознанию по обвинению в распространении запрещённых книг, в 1877 году был заключён в тюрьму в течение 4 мес. с учреждением негласного надзора. Вторично арестовывался в 1879 году по подозрению в политической неблагонадежности.
В 1879 году получил звание лекаря.
В 1900-х годах — земский врач в Серпухове. Первый хирург Серпуховской земской больницы.
В конце 1898 - начале 1899 г. в связи с тяжелой болезнью лечился в Ялте.
Несмотря на болезнь каждый день приказывал привозить себя на каталке перевязочную и, осматривая там больных, давал указания и распоряжения по поводу тактики лечения больных.
15 ноября 1900 года И.Г. Витте торжественно проводили на пенсию.
В 1901 году из-за тяжелой болезни перебрался из Серпухова в Харьков, служил в электро-гидролечебнице Давыдова, жил в Харькове по адресу - «Москалевка, Колодезная 18».
Скончался 25 января 1905 года в Харькове.

## Знакомство с А.П. Чеховым
Был знаком с А.П. Чеховым. Чехов постоянно общался с Витте во время жизни в Мелихове - бывая в Серпухове, останавливался у него, а Витте часто бывал в Мелихове. Чехов заботился о пополнении библиотеки больницы, где работал Витте. Состоял в переписке с Чеховым, но письма Чехова к Витте неизвестны.
В 1895 году П.И. Дьяконов именно через Витте обратился к Чехову с просьбой поучаствовать в спасении журнала «Хирургическая летопись».